# Port lotniczy Bratysława

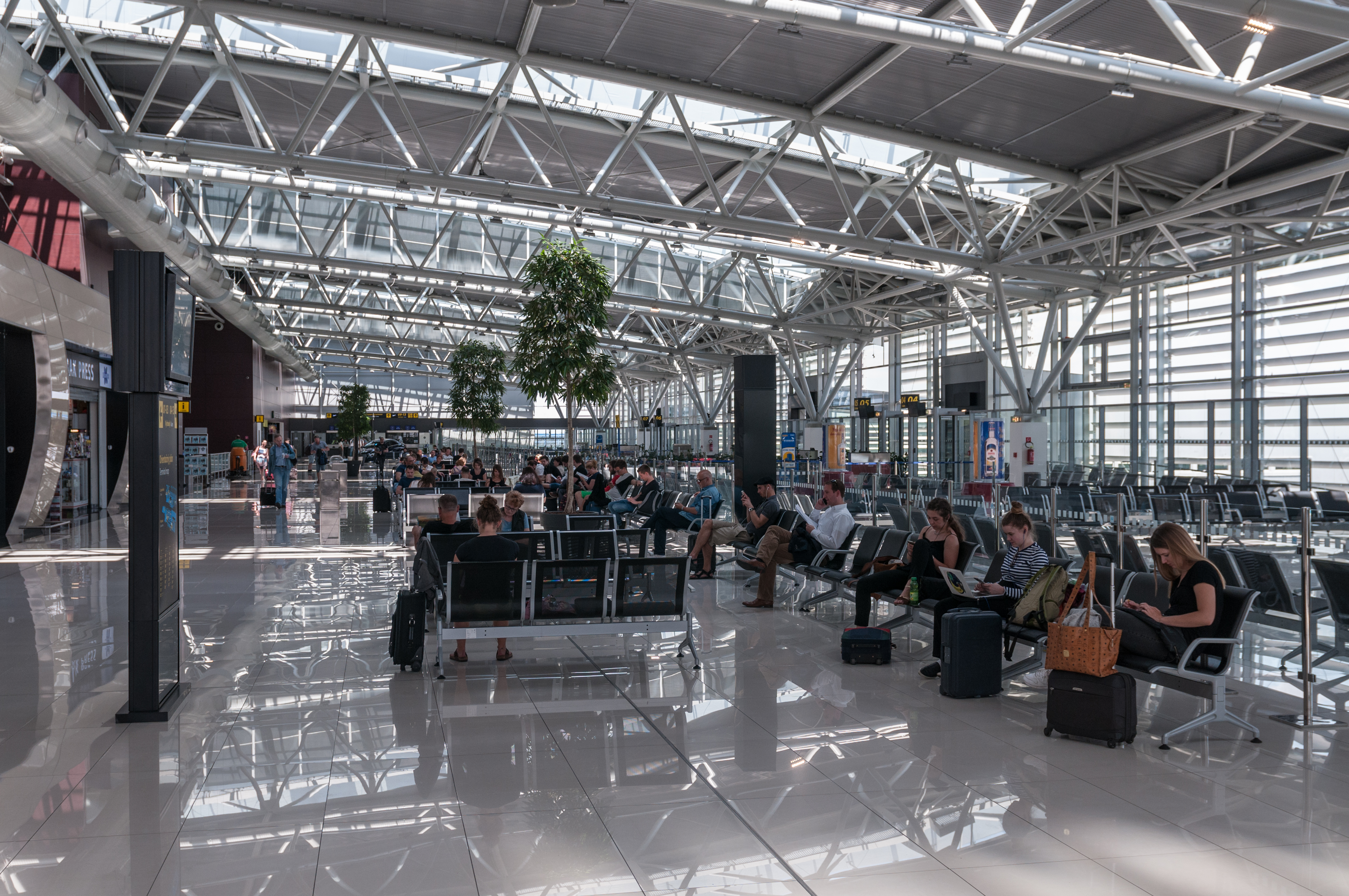
Terminal portu lotniczego w Bratysławie

Port lotniczy im. Milana Rastislava Štefánika (słow. Letisko Milana Rastislava Štefánika, IATA: BTS, ICAO: LZIB) – port lotniczy położony około 9 kilometrów na północny wschód od centrum Bratysławy (przy autostradzie D1), w dzielnicy Ružinov i jest najważniejszym lotniskiem w kraju. Jest położone zaledwie około godzinę drogi od Wiednia, Brna i Győru. Imię lotnisko uzyskało od wybitnego słowackiego polityka i astronoma, który zginął w katastrofie lotniczej w czasie podróży do ojczyzny.
Port posiada dwa pasy startowe: jeden długości 2950 metrów, natomiast drugi o długości 2090 metrów, oba o szerokości 60 metrów. Ostatni raz były remontowane w 1980 roku. Rocznie z lotniska korzysta niespełna 1,8 miliona pasażerów. Ze względu na bliskość wiedeńskiego lotniska przeprowadzono wiele zmian w celu zwiększenia liczby pasażerów. Plany rządu Mikuláša Dzurindy powiodły się, bo wzrost pasażerów pomiędzy latami 2004 a 2005 wyniósł 100%.
W 2005 najwięcej pasażerów z tego portu podróżowało do Pragi, Paryża (Orly), Londynu (Stansted), Koszyc, Amsterdamu, Moskwy i Monachium.

## Linie lotnicze i połączenia
| Linia lotnicza                                         | Kierunek |
| ------------------------------------------------------ | --- |
| Aegean Airlines                                        | 1. Ateny |
| Air Cairo                                              | 1. Hurghada 2. Marsa Alam Sezonowe czartery: 1. Marsa Matruh |
| Air Montenegro                                         | Sezonowo: 1. Podgorica (powrót od 12 czerwca 2024) Sezonowe czartery: 1. Tirana |
| Pegasus Airlines                                       | 1. Stambuł-Sabiha Gökçen (od 15 maja 2024) Sezonowo: 1. Antalya (od 18 maja 2024) |
| Ryanair                                                | 1. Mediolan-Bergamo 2. Bruksela-Charleroi 3. Dalaman 4. Dublin 5. Edynburg 6. Eindhoven 7. Kowno 8. Lanzarote 9. Londyn-Stansted 10. Malta 11. Manchester 12. Rzym-Ciampino 13. Saloniki Sezonowo: 1. Alghero 2. Burgas 3. Korfu 4. Leeds/Bradford 5. Palma de Mallorca 6. Pafos 7. Sofia 8. Trapani |
| Sky Express                                            | Sezonowe czartery: 1. Ateny (od 25 czerwca 2024) 2. Heraklion (od 12 czerwca 2024) 3. Rodos (od 10 czerwca 2024) |
| Smartwings (obsługiwane przez Travel Service Slovakia) | Sezonowo: 1. Burgas 2. Katania 3. Korfu 4. Dubaj 5. Heraklion 6. Larnaka 7. Palma de Mallorca 8. Rodos 9. Zakintos Sezonowe czartery: 1. Antalya 2. Bahrajn 3. Hurghada 4. Marsa Alam 5. Monastyr |
| Wizz Air                                               | 1. Londyn-Luton 2. Skopje |
| World2Fly                                              | Sezonowe czartery: 1. Phú Quốc 2. Punta Cana 3. Santa Clara |